# أيدا أوسيت
أيدا أوسيت (بالإسبانية: Aida Oset) هي ممثلة تلفزيونية وأفلام ومسرح إسبانية، ولدت في 3 سبتمبر 1983 في برشلونة في إسبانيا.

## روابط خارجية
- Aida Oset على موقع IMDb (الإنجليزية)
- Aida Oset على موقع روتن توميتوز (الإنجليزية)
- Aida Oset على موقع ألو سيني (الفرنسية)
- Aida Oset على موقع أول موفي (الإنجليزية)
- Aida Oset على موقع قاعدة بيانات الفيلم (الإنجليزية)